# Vouliagmeni

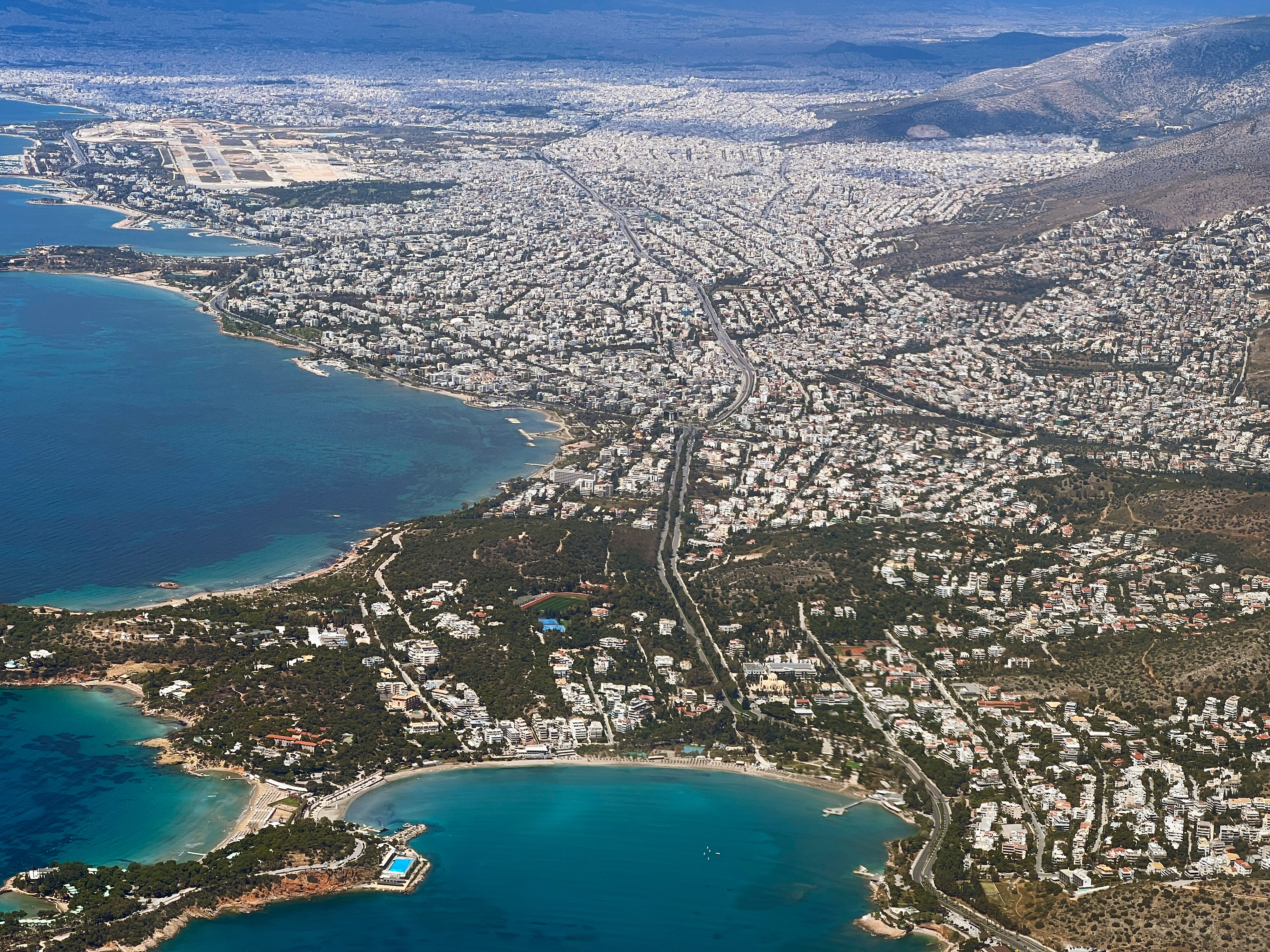
Bild över Vouliagmeni

Vouliagmeni (Boυλιαγμеνη) är en exklusiv förort söder om Aten i Grekland vid Saroniska buktens kust. Känd för sina stränder, exklusiva strandklubbar och välbeställda invånare.
Under sommaren söker sig Atens jet-set till Vouliagmeni. Till och med innerstadens populäraste klubbar flyttar ut till stranden.
Stefanos Tsitsipas är från Vouliagmeni. 